# Kajeputolaj
A kajeputolaj (Aetheroleum cajeputi) az olajos kajeputfa (Melaleuca cajuputi) illóolaja. A növény leveleiből vonják ki az illóolajat oly módon, hogy a leveleket napon szárítják, majd vízben való áztatás (macerálás) után lepárolják. Az olaj erős szagát a benne található terpentinszármazékoknak és kámfornak köszönheti – emellett tartalmaz cineolt (eukalyptolt) is, amelynek gyulladáscsökkentő hatását köszönheti.

## Hatása
Húgyúti panaszoknál fertőtlenítő, görcsoldó, gyulladásgátló, reuma és köszvény tüneteit csillapítja, fájdalomcsillapító, szabályozza a menstruációt.

## Használata
- Használható krónikus légzőszervi megbetegedéseknél, köptető hatású. Inhalálva orrmelléküreg- és hangszálgyulladásnál hasznos. Megfázás esetén fürdőként ajánlott.
- Csillapítja a menstruációs görcsöket valamint az epilepsziás és hisztériás tüneteket.
- Vattára cseppentve fog- és fülfájás ellen hatékony, lyukas fognál 1 cseppet a fogba is lehet cseppenteni.
- Pszichés hatása is van:  tanácstalanság, zavarodottság, döntésképtelenség esetén használható. Alkoholos oldatával horzsolásokat, sebeket lehet kezelni.
- Illóolaj-keverékekben ízületi panaszok keverékekben illetve izomlazító céllal is alkalmazzák.[forrás?]
- A Kínai balzsam egyik alkotója 7%-13% részarányban.[forrás?]